# Алудра
Алудра (араб. عذرا, al-‘aðrā — «девственность») — переменная звезда в созвездии Большого Пса. Звёздная величина +2,45m.

## Общие сведения
Относится к спектральному классу В5Ia. Расстояние от Солнечной системы до Алудры составляет порядка 3000 световых лет. На угловом расстоянии в 180" и при позиционном повороте в 285° у Алудры в телескоп можно наблюдать спутник с яркостью +7.0. При светимости более чем в 100000 раз большей, чем у Солнца, Алудра относится к классу голубых сверхгигантов. Радиус звезды в 30 раз больше солнечного, однако следует учитывать возможные погрешности измерения, связанные с огромным расстоянием этой звезды от Земли. В физическом отношении Алудра имеет много общего с Денебом из созвездия Лебедя и, как и он, относится к ярчайшим звёздам, находящимся на расстоянии до 5000 световых лет от Земли. Наряду со звездой дельта Большого Пса, Алудра является частью звёздной ассоциации Collinder 121. Видимая звёздная величина Алудры меняется от +2.38m до +2.48m, период изменения блеска 4.7 суток.